# Blodröd ängstrollslända
Blodröd ängstrollslända (Sympetrum sanguineum) är en art i insektsordningen trollsländor som tillhör familjen segeltrollsländor.

## Kännetecken
Denna art har fått sitt svenska trivialnamn från hanens intensivt röda färg på bakkroppen. Honan är mer gulbrun i färgen. Båda har svarta ben, vilket skiljer arten från den i övrigt mycket snarlika tegelröda ängstrollsländan. Dess vingbredd är omkring 60 millimeter. Bakvingens längd är 23 till 29 millimeter och bakkroppens längd är 24 till 29 millimeter. Vingarna är genomskinliga och vingmärket är mörk i mitten och ljusare brunrött i kanterna.

## Utbredning
Den blodröda ängstrollsländan finns i stora delar av Europa och i Nordafrika samt i västra Asien. I Sverige förekommer den från Skåne till Gästrikland.

## Levnadssätt
Den blodröda ängstrollsländan kan hittas vid många olika typer av våtmarker, liksom vid dammar, över ängar och vid skogsbryn. Särskilt de unga, icke könsmogna trollsländorna flyger ofta långt från vatten. Efter parningen lägger honan ensam äggen, genom att släppa dem fritt i flykten över vattnet. Dess utvecklingstid från ägg till imago är ett år och de vuxna trollsländorna flyger från juli till början av oktober.